# Marco Bubba
Marco Bubba (Busto Arsizio, 6 dicembre 1984) è un kickboxer italiano.
La carriera sportiva è nata nella arti marziali, precisamente nella Kickboxing, specialità Point Fighting, ex membro della nazionale italiana di kickboxing, Bronzo ai Campionati Europei in Romania 2012. Medagliato per meriti sportivi in occasione del centenario del CONI nel dicembre 2014. Attualmente in preparazione per i prossimi eventi sportivi, oggi insegna kickboxing alle nuove leve nella propria sede di Legnano. Nel corso degli anni, tra i vari studi, ha conseguito la certificazione per insegnare il CrossFit, attività che segue regolarmente nel proprio centro sportivo.

## Biografia
Marco Bubba ha intrapreso questa attività, a Rescaldina, sotto la guida di Emilio La Rosa come primo insegnante. Passato poi a Marnate nel team di Domenico De Marco (vincitore della Olimpiadi delle Arti Marziali, Pechino 2010) e Francesco Olivieri ha avuto l'esplosione in campo agonistico. È attualmente uno dei coach della Double MM Martial Arts, oltre a seguire la preparazione atletica degli agonisti con le competenze acquisite negli anni, utilizza il CrossFit come metodo di preparazione atletica generale. Marco è stato membro del Team Bestfighters, capitanato da Gianfranco Rizzi, ex Direttore Tecnico della nazionale italiana, specialità point fighting.
Negli anni, Marco ha partecipato a numerose competizioni nazionali e internazionali militando nelle categorie -84 e -89 kg, riportando ottimi risultati, fra cui un Bronzo ai Campionati Europei in Romania 2012, Campione italiano 2006-2010-2012, sempre nella specialità point fighting, oltre a svariati podi nelle gare più prestigiose come: Bestfighter, Irish Open, Athens Challenge, Flanders Cup, Austrian Classics.
Marco ha fatto parte per due anni della nazionale italiana kickboxing, ritiratosi dalle competizioni per un brutto infortunio, è tornato in grande forma e partecipa alle competizioni di CrossFit con il suo TEAM CFSP.